# My Voice
My Voice là album phòng thu đầu tiên của nữ ca sĩ Hàn Quốc Taeyeon, được SM Entertainment phát hành vào ngày 28 tháng 2 năm 2017.

## Bối cảnh
Phiên bản nhạc số của My Voice bao gồm 12 bài hát, còn phiên bản CD được bổ sung bài hát thứ 13 "Time Spent Walking through Memories". Album kết hợp nhiều thể loại nhạc như pop, R&B và PBR&B.

## Phát hành và quảng bá
Ngày 14 tháng 2 năm 2017, công ty quản lý của Taeyeon SM Entertainment công bố rằng album phòng thu đầu tiên của cô sẽ được phát hành vào cuối tháng 2. Ngày 18 tháng 2, SM phát hành video âm nhạc của bài hát "I Got Love". Ngày 20 tháng 2, tiêu đề và danh sách bài hát của album được công bố. Ngày 21 tháng 2, SM bắt đầu đăng tải một loạt đoạn video ngắn giới thiệu cho các bài hát trong album. Ngày 28 tháng 2, album và video âm nhạc của "Fine" được phát hành. Taeyeon biểu diễn "Fine" trên các chương trình âm nhạc Hàn Quốc để quáng bá cho album từ ngày 3 tháng 3.

## Sự đón nhận
Trong tuần đầu tiên kể từ khi được phát hành, My Voice bán được trên 86,000 bản–doanh số tuần đầu tiên cao nhất đối với một nữ ca sĩ trong lịch sử bảng xếp hạng album Hàn Quốc Hanteo. Album đạt vị trí thứ hai trên bảng xếp hạng World Albums của Billboard, và vị trí thứ nhất trên bảng xếp hạng Gaon Album Chart.

## Danh sách bài hát
| My Voice – Digital standard edition | My Voice – Digital standard edition                               | My Voice – Digital standard edition | My Voice – Digital standard edition                                                                    | My Voice – Digital standard edition |
| STT                                 | Nhan đề                                                           | Phổ lời                             | Phổ nhạc                                                                                               | Thời lượng                          |
| ----------------------------------- | ----------------------------------------------------------------- | ----------------------------------- | --- | ----------------------------------- |
| 1.                                  | "Fine"                                                            | Jin Ri                              | Michael Woods Kevin White Andrew Bazzi Shaylen Carroll MZMC                                            | 3:29                                |
| 2.                                  | "Cover Up"                                                        | Realmeee                            | Grades Caroline Ailin Realmeee                                                                         | 3:26                                |
| 3.                                  | "Feel So Fine" (날개; Nalgae; dịch nghĩa đen: "Wings")            | Moon Hye-min                        | Courtney Woolsey Daniel Durn Katrine "Neya" Klith Johan Gustafsson Sebastian Lundberg Fredrik Häggstam | 3:39                                |
| 4.                                  | "I Got Love"                                                      | Kenzie                              | Kenzie Thomas Troelsen Eyelar                                                                          | 3:10                                |
| 5.                                  | "I'm OK"                                                          | Yorkie Ryu Woo                      | Devine-Channel Tyler Sharny Diana Salvatore Fabio BOI Angelini                                         | 3:34                                |
| 6.                                  | "Time Lapse"                                                      | Kim Jong-wan                        | Kim Jong-wan ZOOEY                                                                                     | 4:14                                |
| 7.                                  | "Sweet Love"                                                      | Kenzie                              | Kenzie The Stereotypes Racquelle "Rahky" Anteola                                                       | 3:04                                |
| 8.                                  | "When I Was Young"                                                | Lee Joo-hyung                       | Lee Joo-hyung                                                                                          | 3:52                                |
| 9.                                  | "Lonely Night"                                                    | Kenzie                              | Kenzie                                                                                                 | 3:43                                |
| 10.                                 | "Love in Color" (수채화; Suchaehwa; dịch nghĩa đen: "Watercolor") | Lee Yoon-seol                       | Myah Marie Langston Krysta Youngs                                                                      | 2:57                                |
| 11.                                 | "Fire"                                                            | JQ Jo Mi-yang                       | Myah Marie Langston Bennett Armstrong Justin Armstrong Daren Rauer Carah Faye                          | 3:07                                |
| 12.                                 | "Eraser"                                                          | Mafly Lee Seu-ran                   | Dillon Pace Sean Douglas Felicia Barton                                                                | 2:54                                |
| Tổng thời lượng:                    | Tổng thời lượng:                                                  | Tổng thời lượng:                    | Tổng thời lượng:                                                                                       | 41:15                               |

| My Voice – Physical standard edition (bonus track) | My Voice – Physical standard edition (bonus track)                                | My Voice – Physical standard edition (bonus track) | My Voice – Physical standard edition (bonus track) | My Voice – Physical standard edition (bonus track) |
| STT                                                | Nhan đề                                                                           | Phổ lời                                            | Phổ nhạc                                           | Thời lượng                                         |
| -------------------------------------------------- | --------------------------------------------------------------------------------- | -------------------------------------------------- | -------------------------------------------------- | -------------------------------------------------- |
| 13.                                                | "Time Spent Walking Through Memories" (기억을 걷는 시간; Gieogeul geonneun sigan) | Kim Jong-wan                                       | Kim Jong-wan Hong So-jin                           | 3:53                                               |
| Tổng thời lượng:                                   | Tổng thời lượng:                                                                  | Tổng thời lượng:                                   | Tổng thời lượng:                                   | 45:19                                              |

| My Voice – Deluxe edition | My Voice – Deluxe edition                                                                          | My Voice – Deluxe edition | My Voice – Deluxe edition                                                                              | My Voice – Deluxe edition |
| STT                       | Nhan đề                                                                                            | Phổ lời                   | Phổ nhạc                                                                                               | Thời lượng                |
| ------------------------- | -------------------------------------------------------------------------------------------------- | ------------------------- | --- | ------------------------- |
| 1.                        | "Make Me Love You"                                                                                 | Cho Yun-kyung             | Aaron Benward Matthew Tishler Felicia Barton                                                           | 3:33                      |
| 2.                        | "Fine"                                                                                             | Jin Ri                    | Michael Woods Kevin White Andrew Bazzi Shaylen Carroll MZMC Rice n' Peas                               | 3:29                      |
| 3.                        | "Cover Up"                                                                                         | Realmeee                  | Grades Caroline Ailin Realmeee                                                                         | 3:26                      |
| 4.                        | "Feel So Fine" (날개; Nalgae; dịch nghĩa đen: "Wings")                                             | Moon Hye-min              | Courtney Woolsey Daniel Durn Katrine "Neya" Klith Johan Gustafsson Sebastian Lundberg Fredrik Häggstam | 3:39                      |
| 5.                        | "I Got Love"                                                                                       | Kenzie                    | Kenzie Thomas Troelsen Eyelar                                                                          | 3:10                      |
| 6.                        | "I'm OK"                                                                                           | Yorkie Ryu Woo            | Devine-Channel Tyler Sharny Diana Salvatore Fabio BOI Angelini                                         | 3:34                      |
| 7.                        | "Time Lapse"                                                                                       | Kim Jong-wan              | Kim Jong-wan ZOOEY                                                                                     | 4:14                      |
| 8.                        | "Sweet Love"                                                                                       | Kenzie                    | Kenzie The Stereotypes Racquelle "Rahky" Anteola                                                       | 3:04                      |
| 9.                        | "When I Was Young"                                                                                 | Lee Joo-hyung             | Lee Joo-hyung                                                                                          | 3:52                      |
| 10.                       | "I Blame on You"                                                                                   | Yorkie                    | Devine Channel Lena Leon Aurora Pfeiffer Ryan Henderson Richard Beynon                                 | 3:23                      |
| 11.                       | "Lonely Night"                                                                                     | Kenzie                    | Kenzie                                                                                                 | 3:43                      |
| 12.                       | "11:11"                                                                                            | Kim Eana                  | Christian Vinten Chelcee Grimes                                                                        | 3:43                      |
| 13.                       | "Love in Color" (수채화; Suchaehwa; dịch nghĩa đen: "Watercolor")                                  | Lee Yoon-seol             | Myah Marie Langston Krysta Youngs                                                                      | 2:57                      |
| 14.                       | "Fire"                                                                                             | JQ Jo Mi-yang             | Myah Marie Langston Bennett Armstrong Justin Armstrong Carah Faye                                      | 3:07                      |
| 15.                       | "Eraser"                                                                                           | Mafly Lee Seu-ran         | Dillon Pace Sean Douglas Felicia Barton                                                                | 2:54                      |
| 16.                       | "Curtain Call"                                                                                     | Jang Yun-jeong            | Peter Wallevik Daniel Davidsen Tebey Ottoh Noel Salmon                                                 | 3:52                      |
| 17.                       | "Time Spent Walking Through Memories" (CD bonus track) (기억을 걷는 시간; Gieogeul geonneun sigan) | Kim Jong-wan              | Kim Jong-wan Hong So-jin                                                                               | 3:53                      |
| Tổng thời lượng:          | Tổng thời lượng:                                                                                   | Tổng thời lượng:          | Tổng thời lượng:                                                                                       | 59:50                     |

## Bảng xếp hạng
| Bảng xếp hạng (2017)              | Thứ hạng cao nhất |
| --------------------------------- | ----------------- |
| Album Hàn Quốc (Gaon)             | 1                 |
| Album Nhật Bản (Oricon)           | 39                |
| Heatseekers Albums Mỹ (Billboard) | 19                |
| World Albums Mỹ (Billboard)       | 2                 |

| Bảng xếp hạng (2017)  | Thứ hạng cao nhất |
| --------------------- | ----------------- |
| Album Hàn Quốc (Gaon) | 3                 |

## Doanh số
| Khu vực           | Doanh số |
| ----------------- | -------- |
| Hàn Quốc (Gaon)   | 215.381  |
| Nhật Bản (Oricon) | 2.623    |

## Lịch sử phát hành
| Khu vực       | Ngày                | Định dạng | Hãng đĩa                  | Ref.   |
| ------------- | ------------------- | --------- | ------------------------- | ------ |
| Hàn Quốc      | 28 tháng 2 năm 2017 | CD tải về | SM Entertainment KT Music | [ 15 ] |
| Toàn thế giới | 28 tháng 2 năm 2017 | Tải về    | SM Entertainment          | [ 16 ] |